# Oaks (Oklahoma)
Oaks es un pueblo ubicado en los condados de Cherokee y Delaware en el estado estadounidense de Oklahoma. En el año 2010 tenía una población de 288 habitantes y una densidad poblacional de 68,57 personas por km².

## Geografía
Oaks se encuentra ubicado en las coordenadas 36°9′56″N 94°51′13″O / 36.16556, -94.85361 (36.165583, -94.853475).

## Demografía
Según la Oficina del Censo en 2000 los ingresos medios por hogar en la localidad eran de $25,268 y los ingresos medios por familia eran $27,396. Los hombres tenían unos ingresos medios de $19,375 frente a los $15,000 para las mujeres. La renta per cápita para la localidad era de $8,031. Alrededor del 29.9% de la población estaban por debajo del umbral de pobreza.